# ILike
O iLike foi um site que permite aos usuários fazer o download e compartilhar música. Foi inaugurado em outubro de 2006. O site fazia uso de uma barra lateral que era utilizada com o iTunes, da Apple Inc.. O programa e a barra lateral e não eram necessários, a fim de utilizar o site, mas permitiam a facilidade em descobrir novos artistas. O site atraiu cerca de meio milhão de usuários nos seus primeiros quatro meses.
Em 9 de agosto de 2009, foi anunciado que o MySpace iria adquirir o iLike. Em fevereiro de 2012 - e tal como tinha acontecido com o imeem, outra plataforma adquirida pelo MySpace -, o MySpace encerrou o iLike, sendo que a partir da o endereço do iLike redirecionava os visitantes para uma página do MySpace Music com um banner que anunciava o encerramento do site.

## Aplicação para o Facebook
O iLike tinha um aplicativo gratuito para o Facebook, que permitia aos usuários adicionar clipes de música de que gostam em seu perfil e que mostrava shows musicais que iriam ocorrer. A aplicação teve grande sucesso logo após a sua estreia, tornando-se um dos mais populares aplicativos na plataforma Facebook. Em novembro de 2007, o iLike tinha mais de 15 milhões de usuários. Com o lançamento do serviço Facebooks Pages, o iLike agora criou páginas de bandas.